# Allan Legere
Allan Legere (1947/1948) is een Canadees seriemoordenaar die veroordeeld is voor het plegen van ten minste vijf moorden. Hij staat ook bekend als Monster of the Miramichi.

## Geweldsuitbarsting
Nadat Legere eerder in New Brunswick tot een levenslange gevangenisstraf was veroordeeld voor de moord op winkelier John Glendenning, wist hij in 1989 te ontsnappen bij een bezoek aan een ziekenhuis in Moncton. Gedurende de zeven maanden dat het duurde om hem weer op te sporen, bracht hij nog vier mensen om. Daarnaast pleegde Legere verschillende verkrachtingen en brandstichting. Er werd bewijs tegen hem geleverd door middel van overeenkomst van zijn DNA en dat gevonden in het sperma aangetroffen bij de slachtoffers.

## Opsluiting
Legere zit sinds zijn her-arrestatie meerdere levenslange gevangenisstraffen uit in Special Handling Unit (SHU), een maximaal beveiligde gevangenis in Sainte-Anne-des-Plaines (Quebec).

## Slachtoffers
- John Glendenning
- James Smith (69)
- Annie Flam (75)
- Donna Daughney (45)
- Linda Lou Daughney (41)